# 燃料消費率
燃料消費率（ねんりょうしょうひりつ、英: Specific Fuel Consumption, SFC）は、熱機関の効率を示す指標。単位はg/PS･hやg/kW･hが用いられる。

## ターボジェットおよびターボファンエンジン
ジェットエンジンでは推力を対象とするので特に "thrust specific fuel consumption" (tsfc) と呼ぶ。定格推力で1時間連続運転したときに消費される燃料消費 (kg / h) を定格推力 (kgf) で除したもので、単位は kg / (kgf・h) となる。エンジンメーカーは離昇時と巡航時の二通りの定格推力を提示することが多い。離昇時 tsfc は、そのエンジンを搭載する航空機の性能に影響されないので他のエンジンとの比較に有用であり、また、巡航時 tsfc は航空会社等のユーザーにとってより重要となる。ただし巡航時 tsfc は高度や飛行マッハ数などの巡航条件によっても変化する。

## ターボプロップエンジンおよびターボシャフトエンジン
以下の二通りの表示方法がある。ターボプロップエンジンやターボシャフトエンジンでは、エンジンメーカーとプロペラ（ローター）メーカーは別々であるため、プロペラの推進効率は考慮されない。

### S.F.C
1時間定格運転時の消費燃料 (LB / hまたはkg / h) を軸馬力 (shp, shaft horse power) で除した値。単位は LB / (shp・h) または kg / (shp・h)。

### esfc
ターボプロップエンジンでは後方へ向けての排気もジェット効果を持つ。この推力をそのときの飛行条件をもとに馬力換算し軸出力に加えた換算馬力 (ehp, equivalent shaft horse power)を上記軸出力の代わりに用いて計算するもの。単位は kg / (ehp・h) となる。一般に sfc より esfc の方が 5 ないし 10 % 低くなるが、排気ジェット推力の換算に飛行条件の要素が加わるため変化する。ターボシャフトエンジンではこの esfc は用いられない。

## ロケットエンジン
ロケットの場合は 1 kg の燃料で 1 kgf の推力を出し続ける時間（秒）である比推力で表される。従って大きい程、性能の良いロケットと云うことになる。
航空エンジンの SFC はロケットで云う SFC の逆数に 3,600 を掛けた数になるので注意を要する。
SI単位では1 N の推力を 1 秒間出し続けるために消費した燃料の量 (kg) を燃料消費率と定義している、従ってロケットの場合は航空エンジンで云う SFC の逆数を 1,000 倍した値になる。航空エンジン現場では論文記述以外 SI単位はあまり使われていない。